# مارلنه الخارده
مارلنه الخارده (اسپانیایی: Marlene Elejarde‎; ۳ ژوئن ۱۹۵۱ – ۲۹ آوریل ۱۹۸۹) دونده زن اهل کوبا بود.
وی در مسابقات کشوری و بین‌المللی در مجموع برندهٔ ۴ مدال طلا، ۴ مدال نقره، ۲ مدال برنز شده‌است.